# HockeyArena
HockeyArena é um jogo internet que visa a gestão de uma equipe de hoquei.
Originário da Eslováquia, o jogo conta em 2008 com mais de 36000 jogadores e respectivas equipas de todo o Mundo. Existem 45 países e as respectivas ligas nacionais.
Existe uma comunidade mundial construída em torno do jogo, que coleta estatísticas e fala sobre o HockeyArena em conferências, por exemplo.
Depois do registo, o utilizador recebe uma equipa. Esse processo pode ser mais ou menos rápido de acordo com o número de utilizadores que estão numa lista de espera para um determinado país. O novato recebe uma equipa e um plantel de jogadores, um treinador, um estádio pequeno e uma pequena quantia de dinheiro. Depois o jogador começa a gerir a sua equipa, o que envolve: contratações e despedimentos de jogadores, definição da táctica e do treino, criação das estruturas do estádio, dar ordens para os jogos, fazer convites para jogos amigáveis, entre outras coisas.
Cada época dura 10 semanas (sensivelmente 2 meses e meio). Se a equipe tiver sucesso sobe para a divisão superior. Este esquema de divisões varia de um país para o outro, alguns têm muitas e outros não (depende do número de usuários activos desse país). Para as melhores equipas de cada país e para o vencedor da taça nacional existem lugares reservados em competições internacionais.
Existem muitas personalizações que um usuário pode fazer em seu próprio time, como renomear seu estádio, mudar o tipo de treino ou até arrumar um técnico novo. Mas, como qualquer jogo de gerenciamento, o jogador deve dizer a seus jogadores em que posição eles vão jogar e como jogar naquela posição, caso queira ter sucesso.
O HockeyArena está sempre sob desenvolvimento e os desenvolvedores do jogo estão constantemente adicionando novas funcionalidades ao jogo e melhorando as actuais.
Considerando o número de usuários ativos, as ligas que lideram no HockeyArena são as da Republica Checa, Eslováquia, Finlândia, Letonia, Rússia e Polónia, embora países como Alemanha, Canada, Suíça e França, entre outros, estejam em direção às posições no topo. O HockeyArena também tem Seleções Nacionais, duas para cada país, uma Sub-20 e uma sem restrição de idade. A cada temporada, uma Copa do Mundo é organizada, uma temporada para Sub-20, outra para o time sênior, e assim por diante.
Existem muitos softwares de terceiros disponíveis para auxiliar o usuário na sua experiência com o jogo - embora muitos usuários debatam se eles diminuem ou não o talento do jogo - tais como visualizadores de jogos e administradores de times.